# Kajoonjärvi
Kajoonjärvi är en sjö i Finland. Den ligger i kommunen Juga i landskapet Norra Karelen, i den centrala delen av landet, 400 km nordost om huvudstaden Helsingfors. Kajoonjärvi ligger 167,3 meter över havet. Den är 49,9 meter djup. Arean är 5,52 kvadratkilometer och strandlinjen är 24,76 kilometer lång. Sjön  ingår i Vuoksens huvudavrinningsområde.   Den sträcker sig 5,6 kilometer i nord-sydlig riktning, och 5,4 kilometer i öst-västlig riktning.
I övrigt finns ön Akanluoto i Kajoonjärvi.